# Eclipsea subapicalis
Eclipsea subapicalis är en fjärilsart som beskrevs av Swinhoe 1905. Eclipsea subapicalis ingår i släktet Eclipsea och familjen nattflyn. Inga underarter finns listade i Catalogue of Life.